# گورگن بالاسانیان
گورگن آرشاکی بالاسانیان (ارمنی: Գուրգեն Արշակի Բալասանյան؛ زادهٔ ۱۵ اکتبر ۱۹۱۰ - درگذشته ۵ دسامبر ۱۹۸۲) یک کارگردان فیلم، و فیلم‌نامه‌نویس اهل ارمنستان بود. وی بین سال‌های - تا - میلادی فعالیت می‌کرد.

## زندگی‌نامه
در ۱۵ اکتبر ۱۹۱۰ در آرتامت به دنیا آمد و از مؤسسه سینمایی گراسیموف (۱۹۳۶) فارغ‌التحصیل گشت. وی در آرمن‌فیلم (۱۹۲۸) استودیو فیلم مستند ایروان (۱۹۶۲) فعالیت می‌کرد وی همچنین برنده مدال به خاطر پیروزی مقابل آلمان در جنگ بزرگ میهنی (۱۹۴۵–۱۹۴۱)، چهره هنری افتخاری ارمنستان شوروی (۱۹۶۳)، مدال کارگر ممتاز و مدال دفاع از قفقاز شده است. وی در ۵ دسامبر ۱۹۸۲ در سن ۷۲ سالگی در ایروان درگذشت

## بخشی از فیلمشناسی
از فیلم‌ها یا برنامه‌های تلویزیونی که وی در آن نقش داشته است می‌توان به آثار زیر اشاره کرد.
- کردها-ایزدی‌ها (۱۹۳۲)

## یادداشت
1. ↑  Երևանի վավերագրական ֆիլմերի ստուդիա